# Partito del Movimento Nazionalista
Il Partito del Movimento Nazionalista (in turco Milliyetçi Hareket Partisi, MHP) è un partito politico turco.
È il braccio politico dei Lupi grigi.

## Storia
Il partito nasce negli anni '70 ad opera di Alparslan Türkeş. Il MHP si caratterizza subito come un partito fortemente nazionalista, avverso alle minoranze etniche, in modo particolare Curdi ed Armeni, e contrario alle politiche del Partito Popolare Repubblicano.
Nel suo programma si trovano anche accessi all'ideologia panturanica, ovvero panturca.
Nel 1980, dopo l'intervento militare del generale Kenan Evren, il partito venne bandito, come molti altri, dai militari e costretto allo scioglimento. Nel 1983, il partito fu rifondato con il nuovo nome di Partito Nazionalista Laburista (Milliyetçi Çalışma Partisi - MÇP) e nel 1992 riacquistò il nome originario. Dopo la morte di Türkeş e sotto la guida di Devlet Bahçeli il partito assunse posizioni più moderate ed accentuò la sua componente laica. Ciò provocò la frattura con la componente filo-islamista, che diede vita al Partito della Grande Unione, che, però, a causa della concorrenza del Partito per la Giustizia e lo Sviluppo, islamico-conservatore, ha ottenuto alle elezioni del 2002 appena l'1,1% dei voti.
Alle elezioni del 1999, l'MHP, grazie alla cattura in Kenya del leader separatista curdo Öcalan, ottenne una grande visibilità per le sue battaglie nazionaliste e, con il 18% dei voti, divenne il secondo partito ed entrò in un governo formato con il Partito della Madrepatria (ANAP) e il Partito della Sinistra Democratica (DSP).
Nelle politiche del 2005, con l'8,3% il MHP non è riuscito a superare lo sbarramento elettorale del 10%. In Turchia, infatti è in uso un sistema proporzionale con uno sbarramento molto alto. L'eliminazione di tale sbarramento, considerato anti-democratico, è uno dei parametri richiesti dall'Unione europea alla Turchia per la sua adesione alla stessa.
Alle elezioni del 2007 il MHP è ritornato alla Camera. Il MHP, infatti, ha approfittato dello scontro tra laici e islamisti. Nei due anni precedenti, infatti, la vita politica turca è stata caratterizzata dallo scontro tra l'AKP, islamisti moderati, da un lato e il CHP, sinistra nazionalista, e DSP, socialdemocratici, dall'altra. L'AKP, infatti, aveva cercato di eleggere l'islamista Gul presidente della Repubblica. Ciò aveva provocato le proteste di piazza dei partiti laici, che vedevano in questa elezione un attentato alla laicità dello Stato. L'AKP, pur non riuscendo ad eleggere Gul, ottenne le elezioni anticipate. L'AKP finì per porsi come un partito islamista, ma attento al rispetto delle prassi democratiche ed alla riduzione del peso dei militari nella vita politica turca. MHP, pertanto, ebbe gioco facile a porsi come l'unico partito veramente garante dei tradizionalisti religiosi, preoccupati dalle manifestazioni di piazza dei laici, del sostegno dei militari alle tesi laiciste e che consideravano l'AKP troppo centrista. L'MHP ottenne alle elezioni politiche il 14,3% dei consensi ed elesse ben 69 deputati, non riuscendo a costringere l'AKP ad una coalizione, ma riuscendo comunque ad avere un'ampia compagine parlamentare. Il risultato parlamentare fu ancora migliorato nelle elezioni del giugno 2015 con il 16,29% dei voti e 82 seggi. Da quelle elezioni nessun partito risultò avere una maggioranza parlamentare, l'MHP rifiutò governi di colazioni sia con l'AKP che con gli altri due partiti di opposizione. Nelle successive elezioni del novembre 2015 il partito perse significativamente consensi, attestandosi all'11,90% dei voti e conquistando solo 40 seggi. Dopo le elezioni la leadership di Devlet Bahçeli è stata contesta da più parti, anche per il suo appoggio al progetto di riforma in senso presidenziale di Erdoğan, accusato da più parti, in Turchia e all'estero, di portare avanti un disegno autoritario. Bahçeli tuttavia si è rifiutato di indire un congresso del partito, operando al contempo per sostituire a livello locale i rappresentanti politici contrari alla sua leadership. In ottemperanza a una decisione della magistratura (che pure in precedenza, secondo alcuni sotto l'influenza del governo, aveva dato ragione a Bahçeli) il congresso si terrà a giugno o luglio 2016, e alcuni analisti hanno osservato che dal risultato di quel congresso dipenderà il futuro politico della Turchia, poiché l'MHP, con una diversa leadership, sembra l'unico partito in grado di scalfire significativamente il consenso del l'AKP

## Risultati elettorali
|                              | Voti      | %     | Seggi |
| Parlamentari 1969            | 274 225   | 3,02  | 1     |
| Parlamentari 1973            | 362 208   | 3,38  | 3     |
| Parlamentari 1977            | 951 544   | 6,42  | 16    |
| Parlamentari 1995            | 2 301 343 | 8,18  | 0     |
| Parlamentari 1999            | 5 585 513 | 13,01 | 53    |
| Parlamentari 2002            | 2 629 808 | 8,35  | 0     |
| Parlamentari 2007            | 5 001 869 | 14,27 | 71    |
| Parlamentari 2011            | 5 585 513 | 13,01 | 53    |
| Parlamentari 2015 (giugno)   | 6.058.489 | 16,04 | 82    |
| Parlamentari 2015 (novembre) | 5.694.136 | 11,90 | 40    |